# Impious
Impious är ett svenskt metalband, bildat 1994 av Valle Adzic och Martin Åkesson. Fyra år senare utgav bandet sitt första fullängdsalbum.

## Nuvarande medlemmar
- Robin Sörqvist – basgitarr (1994–2000), sologitarr (2000–)
- Valle Adžić – gitarr (1994–)
- Martin Åkesson – gitarr (1994–2000), sång (1994–)
- Erik Peterson – basgitarr (2000–)
- Mikael Norén – trummor (2002–)

## Diskografi
Studioalbum
- Evilized (1998)
- Terror Succeeds (2000)
- The Killer (2002)
- Hellucinate (2004)
- Holy Murder Masquerade (2007)
- Death Domination (2009)